# Accellerando
Accellerando és una paraula italiana que significa «accelerant». Quan apareix a una partitura indica que el tempo de l'obra ha d'accelerar gradualment. Se sol abreviar accel.

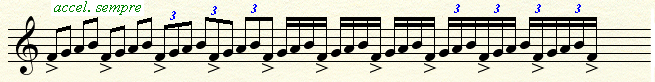
Exemple de la interpretació d'un accellerando

L'exemple mostrat sona com segueix: Accellerando